# Міріам Макеба
Міріа́м Маке́ба (4 березня 1932, Йоганнесбург, ПАР — 9 листопада 2008, Кастель-Вольтурно, Італія) — південноафриканська співачка і громадська активістка, відома під псевдонімом Мама Африка. Отримала нагороду Ґреммі.
У 1960-х була музиканткою з Африки, яка популяризувала африканську музику в США та у світі. Найвідоміша пісня «Pata Pata», її вперше записали 1957 року, а вийшла у США 1967 року. Співачка записувалася і подорожувала з багатьма популярними музикантами, як-от Гаррі Белафонте, Полом Саймоном, та її колишнім чоловіком Макселою.
Вела активну кампанію проти південноафриканської системи апартеїду. У результаті уряд Південної Африки скасував її громадянство та право повернення. Після ліквідації апартеїду повернулася додому.

## Ранні роки
Народилася в Йоганнесбурзі 4 березня 1932 року. Її батьки належали до групи народів банту. Мати була з народності свазі, що дала назву державі Свазіленд. Батько, який помер, коли Міріамі було 6 років, належав до народу коса. Дитиною Міріам Макеба вчилася співати у Навчальному інституті Кілнертона в Преторії, який відвідувала протягом 8 років.
Спочатку Міріам Макеба гастролювала з аматорської групою. Її професійна кар'єра почалася з 50-х років XX століття в південноафриканській групі Manhattan Brothers. Потім вона сформувала власну групу, The Skylarks. Виконували суміш джазу і традиційних мелодій Південної Африки.
У 1959 році спільно з майбутнім чоловіком Г'ю Масекелою брала участь в мюзиклі «Кінг-Конг». Хоча Міріам Макеба вже була успішною виконавицею, вона не отримувала великих грошей за кожен свій запис. Тому для продовження кар'єри вона прагнула виїхати до США. Перелом стався після знімання в документальному фільмі 1959 року «Повернись, Африко!» незалежного автора Лайонела Рогозіна. Міріам Макеба відвідала Венеціанський кінофестиваль, де відбулася прем'єра фільму.

## Вигнання
Покинувши ПАР, Міріам Макеба переїхала в Лондон, де зустріла Гарі Белафонте, з допомогою якого здобула популярність і стала знаменитою в Америці. Там вона записала багато своїх відомих хітів, у тому числі «Пата Пата», «The Click Song» («К'онгк'отване», «Qongqothwane» мовою коса), «Маланка». 1966 року спільно з Гаррі Белафонте здобула премію Греммі за найкращий альбом в етнічному (фольклорному) стилі, який здобув нагороду альбом «An Evening With Belafonte / Makeba» (Вечір з Белафонте і Макеба) був присвячений кризовому стану чорношкірого населення ПАР.
У 1960 році у зв'язку зі смертю матері Міріам Макеба спробувала повернутися до ПАР, але виявила, що її паспорт анульовано. 1963 року, після виступу проти апартеїду в ООН, її позбавили громадянства ПАР і права повертатися в країну. У зв'язку з цим Макеба отримала почесне громадянство десяти країн.
У 1968 році одружилася з тринідадським активістом, борцем за громадянські права Стоклі Кармайкла. Цей шлюб викликав критику в США, результатом чого стало скасування вже запланованих записів і концертів співачки. У зв'язку з цим подружжя переїхало до Гвінеї, де стали близькими друзями родини президента Ахмеда Секу Туре. Після розлучення у 1973 році Міріам Макеба продовжила виступи переважно в Африці, Південній Америці та Європі. Вона виступала під час зустрічі боксера Мухаммеда Алі з Джорджем Форманом у Заїрі в 1974 році. Була також представницею Гвінеї в ООН, за що здобула премію імені Дага Гаммаршельда в 1986 році.

## Повернення до Південної Африки
У 1990 році Нельсон Мандела переконав Міріам Макебу повернутися на батьківщину. У листопаді 1991 року вона брала участь як запрошена гостя в «Шоу Білла Косбі», коли знялась в епізоді «Олівія виходить з ув'язнення». 1992 року вона знялася в одній з головних ролей у фільмі «Сарафіна!» про молодіжні заворушення 1976 року в ПАР. Брала участь також в документальному фільмі 2002 року «Amandla!: A Revolution in Four-Part Harmony», де разом з іншими учасниками згадувала дні апартеїду.
У січні 2000 року її альбом «Батьківщина» (Homeland), що вийшов в ПАР, був номінований на Ґреммі в категорії «Найкращий іноземний альбом». У 2001 році нагороджена Медаллю миру імені Отто Гана за «видатні заслуги в галузі боротьби за мир і взаєморозуміння між народами». 2002 року розділила «Polar Music Prize» з громадянкою Росії Софією Губайдуліної. 2004 року обрана 38-ю у переліку ста видатних південноафриканців. 2005 року почала прощальне світове турне з концертами у всіх країнах, які відвідувала за роки своєї творчої кар'єри.

## Смерть та спадок
9 листопада 2008, під час участі в концерті на підтримку письменника Роберто Сав'яно у його протистоянні з Каморрою, мафіозною організацією регіону Кампаніа в Кастель-Вольтурно, Макеба постраждала від серцевого нападу після виконання пісні «Pata Pata», і була доправлена до клініки «Pineta Grande», де лікарі не змогли їй зарадити. Її менеджер зауважує, що Макеба страждала від «гострого артриту» протягом деякого часу. Вона та її сім'я на час смерті проживали в Northriding, Gauteng. Mama Africa — документальний фільм про життя Міріам Макеби, співавтором сценарію та режисером якого є фінський кінорежисер Mika Kaurismäki, вийшов 2011 року.

## Дискографія

### Студійні альбоми
- Miriam Makeba: 1960 — RCA LSP2267
- The Many Voices Of Miriam Makeba: 1960 — Kapp KL1274
- The World Of Miriam Makeba: 1963 — RCA LSP2750
- Makeba: 1964 — RCA LSP2845
- Makeba Sings: 1965 — RCA LSP3321
- An Evening With Belafonte/Makeba (з Гаррі Белафонте): 1965 — RCA LSP3420
- The Magic of Makeba: 1965 — RCA LSP3512
- The Magnificient Miriam Makeba: 1966 — Mercury 134016
- All About Miriam: 1966 — Mercury 134029
- Miriam Makeba In Concert!: 1967 — Reprise RS6253

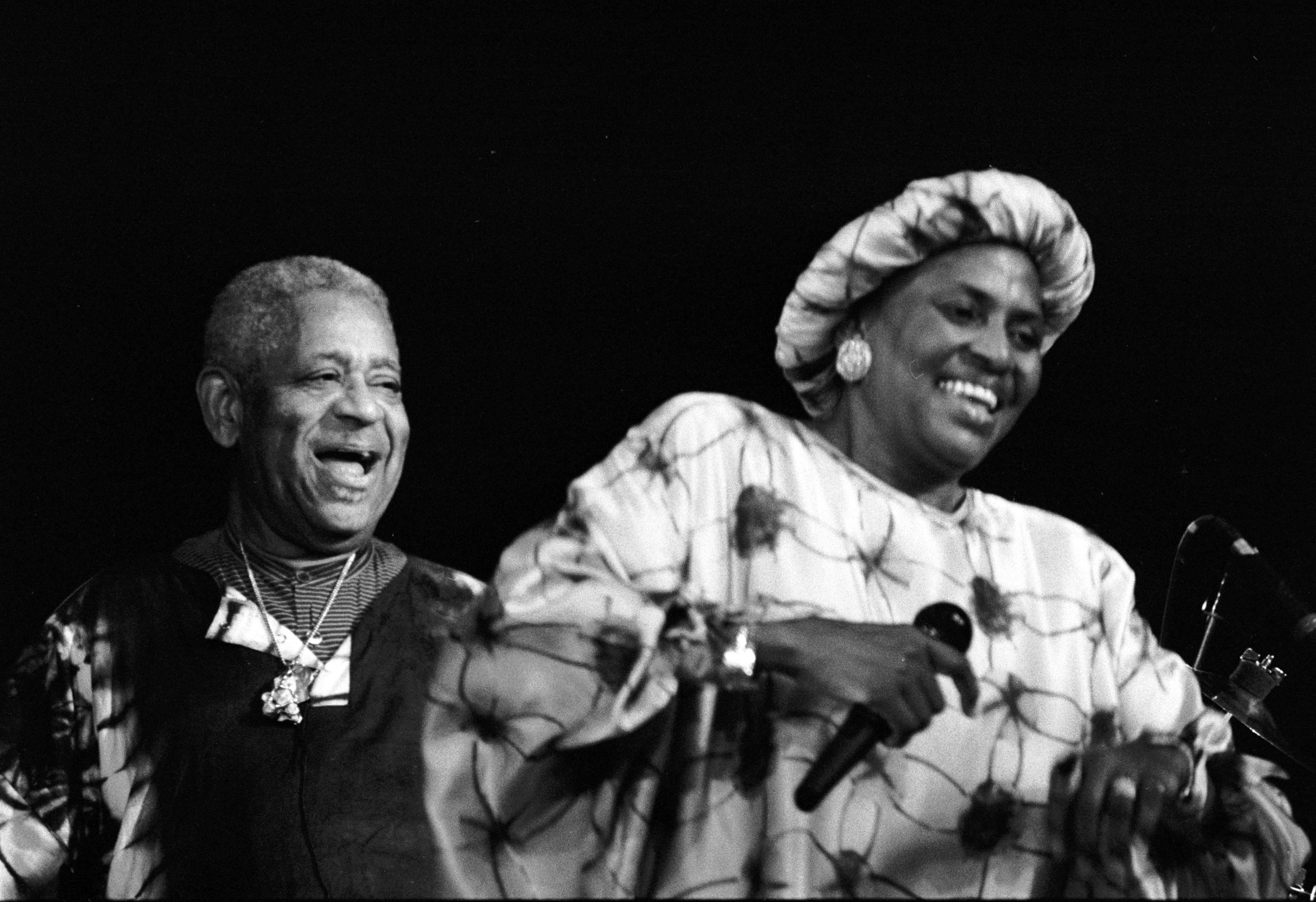
Міріам Макеба і Діззі Гіллеспі під час спільного концерту в 1991 році.

- Pata Pata: 1967 — Reprise RS6274
- Makeba!: 1968 — Reprise RS6310
- Live in Tokyo: 1968 — Reprise SJET8082
- Keep Me In Mind: 1970 — Reprise RS6381
- A Promise: 1974 — RCA YSPL1-544
- Live In Conakry — Appel A L'Afriqu: 1974 — Sonodisc SLP22
- Miriam Makeba & Bongi: 1975 — Sonodisc SLP48
- Live in Paris: 1977 — CD6508
- Country Girl: 1978 — Sonodisc ESP165518
- Comme Une Symphonie d'Amour: 1979
- Sangoma: 1988 — WB 925673-1
- Welela: 1989 — Gallo CDGSP3084
- Eyes On Tomorrow: 1991 — Gallo CDGSP3086
- Sing Me A Song: 1993 — CDS12702
- Homeland, 2000 — Putumayo PUTU1642
- Live at Berns Salonger, Stockholm, Sweden, 1966: 2003 — Gallo Music GWVCD-49
- Reflecting, 2004 — Gallo Music GWVCD-51
- Makeba Forever, 2006, Gallo Music CDGURB-082

### Збірки
- The Queen Of African Music — 17 Great Songs, 1987
- Africa 1960-65 recordings, 1991
- Eyes On Tomorrow, 1991
- The Best Of Miriam Makeba & The Skylarks: 1956—1959 recordings, 1998
- Mama Africa: The Very Best Of Miriam Makeba, 2000
- The Guinea Years, 2001
- The Definitive Collection, 2002
- The Best Of The Early Years, 2003

## Зноски
1. ↑  Франческо Логанелла, головний лікар клініки Pineta Grande, сказав Reuters що "Міріам Макеба прибула до клініки Pineta Grande в 23:15 9 листопада 2008, але вона була вже мертвою [...] ми намагались оживити її протягом 45 хвилин.")[5]

1. ↑  Deutsche Nationalbibliothek Record #118830783 // Gemeinsame Normdatei — 2012—2016.
2. ↑  Southern E. Biographical Dictionary of Afro-American and African Musicians — Greenwood Publishing Group, 1982.
3. ↑  Montreux Jazz Festival Database
4. ↑  
43rd Annual Grammy Awards Nominations Coverage. Entertainment. Digital Hit. Архів оригіналу за 26 серпня 2013. Процитовано 4 березня 2013.
5. 1 2  Miriam Makeba muore dopo concerto a Castel Volturno [Miriam Makeba dies after concert in Castel Volturno] (Italian) . Reuters Italia. 10 листопада 2008. Архів оригіналу за 21 липня 2011. Процитовано 14 листопада 2010.
6. ↑  Singer Miriam Makeba dies aged 76. BBC News. 10 листопада 2008. Архів оригіналу за 11 листопада 2008. Процитовано 10 листопада 2008.
7. ↑  South African singer Miriam Makeba dies in Italy. Франс Прес. 10 листопада 2008. Архів оригіналу за 26 січня 2009. Процитовано 10 листопада 2008.
8. ↑  Chaudhry, Serena (10 листопада 2008). "Mama Africa" Miriam Makeba dies after concert. Reuters. Архів оригіналу за 24 січня 2010. Процитовано 12 листопада 2010.
9. ↑  Mama Africa documentary about Miriam Makeba (2011) на сайті IMDb (англ.) . Retrieved 10 November 2012.